# Stazione di Varese Nord
Stazione di Varese Nord vasútállomás Olaszországban, Lombardia régióban, Varese településen.

## Vasútvonalak
Az állomást az alábbi vasútvonalak érintik:
- Saronno-Laveno-vasútvonal

## Kapcsolódó állomások
A vasútállomáshoz az alábbi állomások vannak a legközelebb:
- Stazione di Varese Casbeno
- Stazione di Malnate